# ۴ کمان
۴ کمان یک ستاره است که در صورت فلکی کمان قرار دارد.